# دانشکده ادبیات و علوم انسانی دانشگاه تبریز
دانشکدهٔ ادبیات و علوم انسانی دانشگاه تبریز در سال ۱۳۲۶ خورشیدی تأسیس شده‌است. این دانشکده در ابتدای تأسیس از دو رشتهٔ تحصیلی «تاریخ و جغرافیا» و «زبان و ادبیات فارسی» تشکیل شده بود که به مرور زمان بر شمار رشته‌های تحصیلی آن افزوده شد. پیش از سال ۱۳۴۶ خورشیدی، مدت‌زمان تحصیل در دانشکدهٔ ادبیات و علوم انسانی سه‌سال بود که پس از این سال به چهارسال افزایش پیدا کرد. مقطع کارشناسی ارشد رشتهٔ زبان و ادبیات فارسی در سال ۱۳۴۷ خورشیدی و مقطع دکترای این رشته نیز در سال ۱۳۵۴ خورشیدی در این دانشکده ایجاد و راه‌اندازی شدند. در سال ۱۳۶۷ خورشیدی دانشکده ادبیات و علوم انسانی دانشگاه تبریز به دو دانشکدهٔ مستقل علوم انسانی و اجتماعی و ادبیات فارسی و زبان‌های خارجی تفکیک شد.